# پلازیشته
پلازیشته (به بلغاری: Plazishte) یک منطقهٔ مسکونی در بلغارستان است که در شهرستان ژبل واقع شده‌است.